# Gran Premi d'Itàlia del 2022
El Gran Premi d'Itàlia de Fórmula 1, la setzena cursa de la temporada 2022, ès disputà al Circuit de Monza, a Monza entre els dies 9 a 11 de setembre de 2022.

## Precedents
El pilot de proves Nyck de Vries substitueix Sebastian Vettel a Aston Martin en la primera sessió d'entrenaments lliures, però, amb la retirada d'Alexander Albon, que va patir apendicitis abans de la tercera sessió d'entrenaments lliures, el pilot holandès és convocat per Williams Racing i fa el seu debut a la Fórmula 1.
El pilot de proves Antonio Giovinazzi substitueix Mick Schumacher a Haas en la primera sessió d'entrenaments lliures.

## Qualificació
La qualificació fou realitzada el dia 10 de setembre.
| Pos.               | Nº | Pilot            | Equip/Motor           | Part 1   | Part 2   | Part 3   | Graella |
| ------------------ | -- | ---------------- | --------------------- | -------- | -------- | -------- | ------- |
| 1                  | 16 | Charles Leclerc  | Ferrari               | 1:21.280 | 1:21.208 | 1:20.161 | 1       |
| 2                  | 1  | Max Verstappen   | Red Bull-RBPT         | 1:20.922 | 1:21.265 | 1:20.306 | 71      |
| 3                  | 55 | Carlos Sainz Jr. | Ferrari               | 1:21.348 | 1:20.878 | 1:20.429 | 182     |
| 4                  | 11 | Sergio Pérez     | Red Bull-RBPT         | 1:21.495 | 1:21.358 | 1:21.206 | 131     |
| 5                  | 44 | Lewis Hamilton   | Mercedes              | 1:22.048 | 1:21.708 | 1:21.524 | 193     |
| 6                  | 63 | George Russell   | Mercedes              | 1:21.785 | 1:21.747 | 1:21.542 | 2       |
| 7                  | 4  | Lando Norris     | McLaren-Mercedes      | 1:22.130 | 1:21.831 | 1:21.584 | 3       |
| 8                  | 3  | Daniel Ricciardo | McLaren-Mercedes      | 1:22.139 | 1:21.855 | 1:21.925 | 4       |
| 9                  | 10 | Pierre Gasly     | AlphaTauri-RBPT       | 1:22.010 | 1:22.062 | 1:22.648 | 5       |
| 10                 | 14 | Fernando Alonso  | Alpine-Renault        | 1:22.089 | 1:21.861 | S/temps  | 6       |
| 11                 | 31 | Esteban Ocon     | Alpine-Renault        | 1:22.166 | 1:22.130 |          | 144     |
| 12                 | 77 | Valtteri Bottas  | Alfa Romeo-Ferrari    | 1:22.254 | 1:22.235 |          | 155     |
| 13                 | 45 | Nyck de Vries    | Williams-Mercedes     | 1:22.567 | 1:22.471 |          | 8       |
| 14                 | 24 | Guanyu Zhou      | Alfa Romeo-Ferrari    | 1:22.003 | 1:22.577 |          | 9       |
| 15                 | 22 | Yuki Tsunoda     | AlphaTauri-RBPT       | 1:22.020 | S/temps  |          | 206     |
| 16                 | 6  | Nicholas Latifi  | Williams-Mercedes     | 1:22.587 |          |          | 10      |
| 17                 | 5  | Sebastian Vettel | Aston Martin-Mercedes | 1:22.636 |          |          | 11      |
| 18                 | 18 | Lance Stroll     | Aston Martin-Mercedes | 1:22.748 |          |          | 12      |
| 19                 | 20 | Kevin Magnussen  | Haas-Ferrari          | 1:22.908 |          |          | 167     |
| 20                 | 47 | Mick Schumacher  | Haas-Ferrari          | 1:23.005 |          |          | 178     |
| 107%Temps:1:26.586 |    |                  |                       |          |          |          |         |
| Font:              |    |                  |                       |          |          |          |         |

Notes
- ^1  – Max Verstappen i Sérgio Pérez van ser penalitzats amb cinc i deu posicions respectivament a la grilla de sortida per instal·lar nous components als seus cotxes.
- ^2  – Carlos Sainz Jr. començarà la cursa des del fons de la graella per excedir la seva quota d'elements de potència. També va ser penalitzat per 10 llocs per canviar la caixa de transmissió i caixa de canvis. El penal no va fer cap diferència, ja que havia de començar des del fons de la graella.
- ^3  – Lewis Hamilton començarà la cursa al fons de la graella per haver excedir la seva quota d'elements de potència.
- ^4  – Esteban Ocon és penalitzat per cinc posicions a la graella per excedir la seva quota d'elements de potència.
- ^5  – Valtteri Bottas és penalitzat per quinze posicions per excedir la seva quota d'elements de potència.
- ^6  – Yuki Tsunoda va ser penalitzat amb deu posicions a la grilla per acumulació d'amonestacions, article 18.1 del reglament, però va sortir des de les últimes posicions per instal·lar nous components al seu cotxe.
- ^7  – Kevin Magnussen és penalitzat per quinze posicions per excedir la seva quota d'elements de potència.
- ^8  – Mick Schumacher és penalitzat per quinze posicions per excedir la seva quota d'elements de potència i també va rebre una penalització de 10 llocs per a canviar la caixa de transmissió i caixa de canvis.

## Resultats de la cursa
La cursa fou realitzada el dia 11 de setembre.
| Pos.                                                                   | Nº | Pilot            | Equip/Motor           | Voltes | Temps/Retirada   | Graella | Punts |
| ---------------------------------------------------------------------- | -- | ---------------- | --------------------- | ------ | ---------------- | ------- | ----- |
| 1                                                                      | 1  | Max Verstappen   | Red Bull-RBPT         | 53     | 1:20:27.511      | 7       | 25    |
| 2                                                                      | 16 | Charles Leclerc  | Ferrari               | 53     | +2.446           | 1       | 18    |
| 3                                                                      | 63 | George Russell   | Mercedes              | 53     | +3.405           | 2       | 15    |
| 4                                                                      | 55 | Carlos Sainz Jr. | Ferrari               | 53     | +5.061           | 18      | 12    |
| 5                                                                      | 44 | Lewis Hamilton   | Mercedes              | 53     | +5.380           | 19      | 10    |
| 6                                                                      | 11 | Sergio Pérez     | Red Bull-RBPT         | 53     | +6.091           | 13      | 91    |
| 7                                                                      | 4  | Lando Norris     | McLaren-Mercedes      | 53     | +6.207           | 3       | 6     |
| 8                                                                      | 10 | Pierre Gasly     | AlphaTauri-RBPT       | 53     | +6.397           | 5       | 4     |
| 9                                                                      | 45 | Nyck de Vries    | Williams-Mercedes     | 53     | +7.122           | 8       | 2     |
| 10                                                                     | 24 | Guanyu Zhou      | Alfa Romeo-Ferrari    | 53     | +7.910           | 9       | 1     |
| 11                                                                     | 31 | Esteban Ocon     | Alpine-Renault        | 53     | +8.323           | 14      |       |
| 12                                                                     | 47 | Mick Schumacher  | Haas-Ferrari          | 53     | +8.549           | 17      |       |
| 13                                                                     | 77 | Valtteri Bottas  | Alfa Romeo-Ferrari    | 52     | +1 volta         | 15      |       |
| 14                                                                     | 22 | Yuki Tsunoda     | AlphaTauri-RBPT       | 52     | +1 volta         | 20      |       |
| 15                                                                     | 6  | Nicholas Latifi  | Williams-Mercedes     | 52     | +1 volta         | 10      |       |
| 16                                                                     | 20 | Kevin Magnussen  | Haas-Ferrari          | 52     | +1 volta         | 16      |       |
| Ret                                                                    | 3  | Daniel Ricciardo | McLaren-Mercedes      | 45     | Fuga d'Oil       | 4       |       |
| Ret                                                                    | 18 | Lance Stroll     | Aston Martin-Mercedes | 39     | Frens            | 12      |       |
| Ret                                                                    | 14 | Fernando Alonso  | Alpine-Renault        | 30     | Pres. hidràulica | 6       |       |
| Ret                                                                    | 5  | Sebastian Vettel | Aston Martin-Mercedes | 10     | Motor            | 11      |       |
| Volta ràpida: — Sergio Pérez (Red Bull-RBPT) – 1:24.030 (en el lap 46) |    |                  |                       |        |                  |         |       |
| Font:                                                                  |    |                  |                       |        |                  |         |       |

Notes
- ^1  – Inclòs punt extra per volta ràpida.
- Primera cursa de Nyck de Vries a la Fórmula 1, que també suma els seus primers punts.

## Classificació després de la cursa
| Pos. | Pilot            | Punts | Canvis |
| ---- | ---------------- | ----- | ------ |
| 1    | Max Verstappen   | 335   | =      |
| 2    | Charles Leclerc  | 219   | =      |
| 3    | Sergio Pérez     | 210   | =      |
| 4    | George Russell   | 203   | =      |
| 5    | Carlos Sainz Jr. | 187   | =      |

| Pos. | Constructor      | Punts | Canvis |
| ---- | ---------------- | ----- | ------ |
| 1    | Red Bull-Honda   | 545   | =      |
| 2    | Ferrari          | 406   | =      |
| 3    | Mercedes         | 371   | =      |
| 4    | Alpine-Renault   | 125   | =      |
| 5    | McLaren-Mercedes | 107   | =      |